# Michael Alex
Michael Alex (eigentlich Peter Michael Alex, * 9. Juni 1937 in Berlin-Spandau; † 3. April 2021) war ein deutscher Autor.

## Leben
Michael Alex schrieb bereits als Schüler Glossen für den Jugendfunk vom Sender Freies Berlin (SFB). Ab 1957 verfasste er für den Berliner Sender RIAS Texte für das Jugendfunkkabarett „Immer aufs Schlimme“ und schrieb für die RIAS-Abteilung Kulturelles Wort heitere Features („Chancen durch Annoncen“, „Das verflixte neue Jahr“). Einige Jahre arbeitete er als Texter für das Berliner Kabarett Die Stachelschweine und versorgte den Kabarettisten Wolfgang Gruner mit Pointen für seine berühmten Soloauftritte. Er schrieb für das von Michael Burk geleitete Münchner Kabarett „Die Zwiebel“ sowie für das von Dieter Hallervorden gegründete Kabarett Die Wühlmäuse. Sechzehn Jahre war er ständiger Mitarbeiter des von Hans Rosenthal vierwöchentlich herausgegebenen RIAS-Hörmagazins „Die Rückblende“. Dafür schrieb er Gedichte, die meist von Friedrich Schoenfelder oder von Hans Söhnker gesprochen wurden. Ferner verfasste er für die Rückblende mehr als sechzig Liedertexte, die der Komponist Heinrich Riethmüller vertonte. Außerdem schrieb er bis zur Einstellung der Sendereihe sieben Jahre lang die Rahmenmanuskripte.
Für den RIAS verfasste er Sketche und Liedertexte für mehrere Kabarettprogramme. Hans Rosenthal inszenierte das Kleinkindkabarett Hurra, ein Baby!, Musik: Helmut Brandt, das Schülerkabarett Ach, du liebe Schulzeit, Musik: Jürgen Knieper und das Verkehrskabarett „Wir Schilderbürger“, Musik: Olaf Bienert. Horst Kintscher war der Regisseur des Sportkabaretts Gold und Silber lieb' ich sehr, Musik: Heinz Reinfeld und des Zeitungskabaretts Blätter, die die Welt bedeuten, Musik: Olaf Bienert. Manfred Marchfelder inszenierte das Urlaubskabarett Urlaub vom Ich, Musik: Jürgen Knieper.
Elf Jahre arbeitete er für die RIAS-Sendereihe „Ewalds Schlagerparade“. Er stellte für 281 Sendungen die Musikprogramme zusammen und schrieb für den Schauspieler Ewald Wenck die Zwischentexte. Wenck verabschiedete sich als ältester Diskjockey der Welt jedes Mal von seinen Hörern mit dem von Alex erfundenen Ausruf „Tschüs, und Opi, dopi!“
Alex lieferte Textbeiträge für den von Ivo Veit geleiteten Senioren-Club RIAS und für Hans Rosenthals Sendereihen Wer fragt, gewinnt, Spaß muss sein und Allein gegen Alle. Der Österreichische Rundfunk (ORF) produzierte sein Kabarettprogramm Ei, ei, ein Baby! Für den SFB-Hörfunk schrieb Alex die verbindenden Worte für zweistündige Musiksendungen (Andere Länder-andere Melodien, Musikanten sind da!). In der aktuellen SFB-Hörfunksendung „Rund um die Berolina“ kommentierte Wolfgang Gruner 41-mal nach seinen Manuskripten das Zeitgeschehen als Taxifahrer Kalle Bräsicke. Er war einer der Autoren von Wolfgang Gruner für dessen Fernsehauftritte in der Berliner Abendschau als Straßenfeger Otto Schruppke.
Für die von Jochen Richert, dem Vater der Fernsehlotterie, betreute ARD-Senioren-Fernsehlotterie verfasste Alex die Drehbücher für Werbespots mit Heidi Kabel, Addi Münster und Ewald Wenck. Er arbeitete für die Berliner Festspiele, für eine Berliner Funkausstellung, für den Norddeutschen Rundfunk, für die UFA-Fernsehproduktion, für das ZDF und für das Theater der Stadt Duisburg; schrieb für die satirische Seite Das kleine Welttheater der Zeitung Die Welt und für das Spandauer Volksblatt, in dem drei Jahre lang jeden Sonntag ein Gedicht von ihm unter dem Titel SATIRIUS erschien.
Alex schrieb für das Spandauer Theater Varianta Texte für Revuen und bearbeitete mit dem Theaterleiter Wolfgang Nusche die Operetten Frau Luna, Der Fürst von Pappenheim, Die Kinokönigin und Der Juxbaron. Außerdem schrieb er mit dem Theaterchef Volksstücke mit Gesang, zum Beispiel Mein Mann, die Hausfrau, Skandal im Hinterhof, Zille sein Milljöh, Spandau wird Weltstadt und Die wilde Hilde. Komponisten seiner Liedertexte waren unter anderem Michael Hansen, Alfred Jack und Hajo Schlesener.
Für den SFB verfasste er die Drehbücher für die von Thomas Engel inszenierten Alt-Berliner Fernsehfilme Bei Pfeiffers ist Ball, Im Ballhaus ist Musike und Im Ballhaus wird geschwoft. Hauptdarsteller der drei Folgen: Cornelia Froboess, Willi Rose und Berta Drews.
Alex schrieb die Texte der bei der Edition Meisel verlegten und auf CDs erschienenen Berliner Lieder Da lacht der alte Juliusturm, Berliner Dialekt und Mein Herz schlägt für Spandau. (Komponist: Jimmy Günther).
Michael Alex war Witwer, hatte einen Sohn und eine Enkelin und lebte in Berlin-Haselhorst.